# Друлак, Радек
Ра́дек Дру́лак (чеш. Radek Drulák; род. 12 января 1962, Оломоуц, ЧССР) — чехословацкий и чешский футболист.

## Карьера

### Клубная
Друлак начинал свою карьеру в составе клуба «Спартак» из Гулина, в 15-летнем возрасте перешёл в «Готтвальдов», где начал играть на позиции нападающего. В 1981 году он отправился в «Хеб», где параллельно проходил военную службу. Через полгода он бы отдан в аренду «Сушице», ещё через полгода вернулся в «Хеб», где стал одним из лучших бомбардиров. В 1987 году он перешёл в «Сигму», в начале 1991 года уехал в Германию в «Ольденбург», в составе которого забил 21 гол в сезоне 1991/1992 и стал лучшим бомбардиром Второй Бундеслиги. Сезон 1993/1994 Радек провёл в «Хемницере», но не закрепился в составе и вернулся в Чехию («Дрновице»). В двух сезонах он забил 15 и 22 голов соответственно, благодаря чему стал лучшим футболистом 1995 года в Чехии. В начале сезона 1996/1997 он довёл свой суммарный счёт голов до 50, а зимой перешёл в австрийский «Линц» (в том же году он был признан лучшим игроком Гамбринус-Лиги). Завершал карьеру в «Сигме» и «Холице 1932».

### В сборной
В сборную Чехословакии призывался с 1984 по 1989 годы, но отыграл всего три матча. А вот за сборную Чехии он выступал всего 2 года, зато провёл 16 игр и забил 6 голов. В составе сборной стал вице-чемпионом Европы 1996 года, сыграв на чемпионате Европы групповой матч с немцами (проигрыш 0:2) и полуфинал с французами (0:0 в основное время, победа по пенальти 6:5).